# Augustinerstraße (München)
Koordinaten: 48° 8′ 19,4″ N, 11° 34′ 19,9″ O
Die Augustinerstraße in München liegt in der Altstadt und verläuft von der Kaufingerstraße zur Nordostecke des Frauenplatzes.

## Geschichte
Die ganze nordwestliche Seite der Augustinerstraße bildete das ehemalige Augustinerkloster mit der Augustinerkirche. 1802 wurde die Kirche profaniert und nach 1804 als Mauthalle verwendet. Auf der Ostseite der Augustinerstraße befindet sich das Geschäftshaus Zum schönen Turm. Die Benennung verweist auf das Kaufingertor, einen Torturm der mittelalterlichen Stadtmauer Münchens, der im Jahr 1807 abgerissen wurde. Fertiggestellt wurde es 1914 nach Plänen der Architekten Eugen Hönig & Karl Söldner für die jüdischen Eigentümer der Textilhandelsgesellschaft Bamberger & Hertz. An der Ecke des Gebäudes befindet sich eine Skulptur, die das Kaufingertor auf den Schultern eines Goldschmieds darstellt. Einer Sage nach soll es sich bei dem Mann, der auf der Skulptur unter dem Turm abgebildet ist, um einen Goldschmied handeln, dessen Werkstatt sich im Turm befand. Dieser sollte eine Kopie eines Geschmeides erstellen, das, als der Goldschmied eines Tages vom Essen heimkehrte, plötzlich verschwunden war. Obwohl der Goldschmied – wie sich später herausstellte – unschuldig war, verurteilte das Stadtgericht diesen zum Tode.

## Lage
Die Augustinerstraße verbindet den nordwestlichen Teil des Frauenplatzes mit dem Übergang der Kaufingerstraße zur Neuhauser Straße, gegenüber des Einganges in den Färbergraben. Auf der Ostseite der Augustinerstraße befindet sich das Geschäftshaus Zum schönen Turm. Seit 1951 gehört es dem Herrenmodegeschäft Hirmer. Am Eingang der Augustinerstraße befindet sich auf der Westseite das Deutsche Jagd- und Fischereimuseum. Davor befinden sich zwei Bronzestatuen, eine stellt einen sitzenden Keiler, die andere einen Wels dar. Die Augustinerstraße entlang zieht sich der östliche Teil des Polizeipräsidiums München bis zur Löwengrube und ist neben dem Frauenplatz ebenfalls Fußgängerzone.

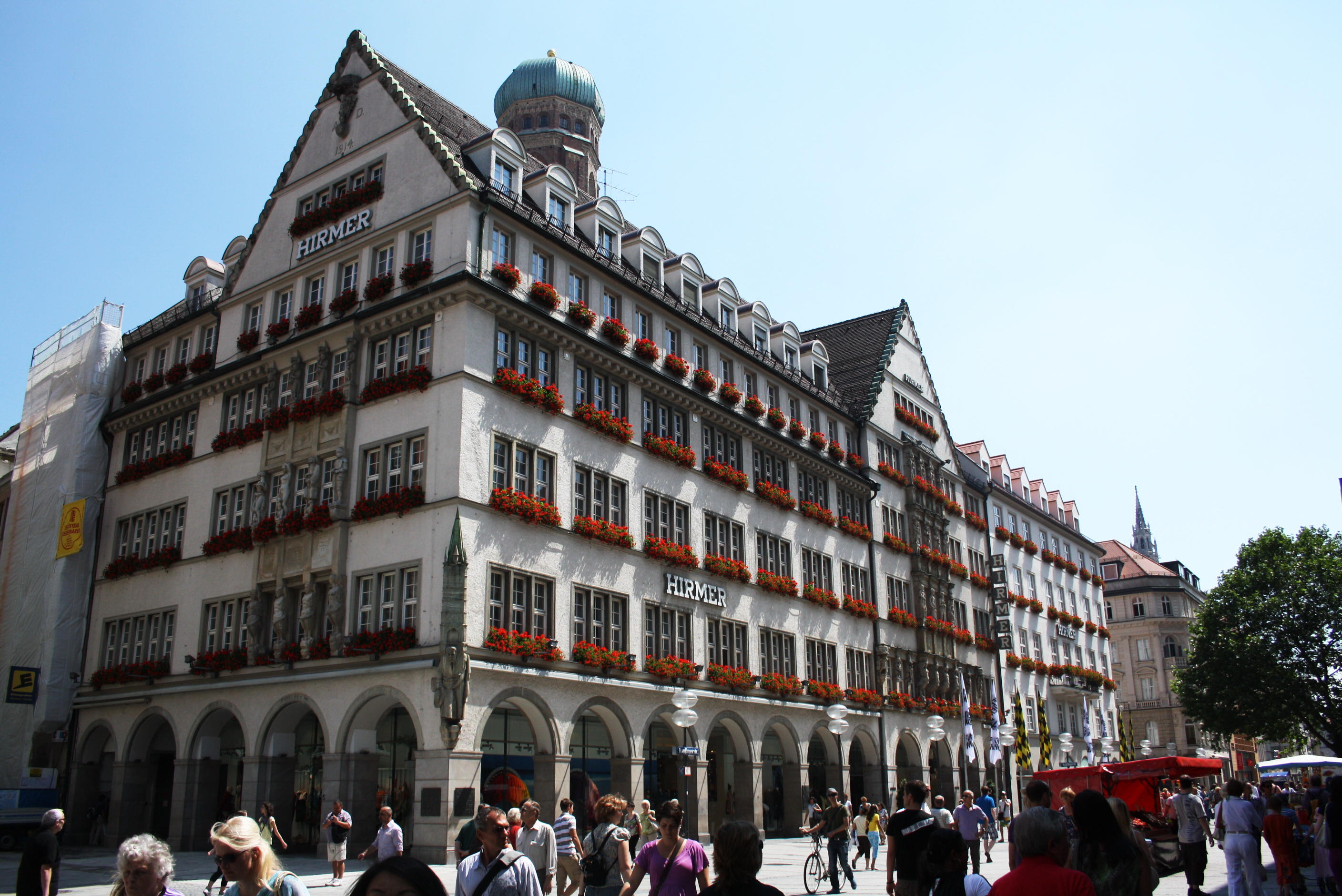
Geschäftshaus Zum schönen Turm mit dem Hirmer Bekleidungshaus
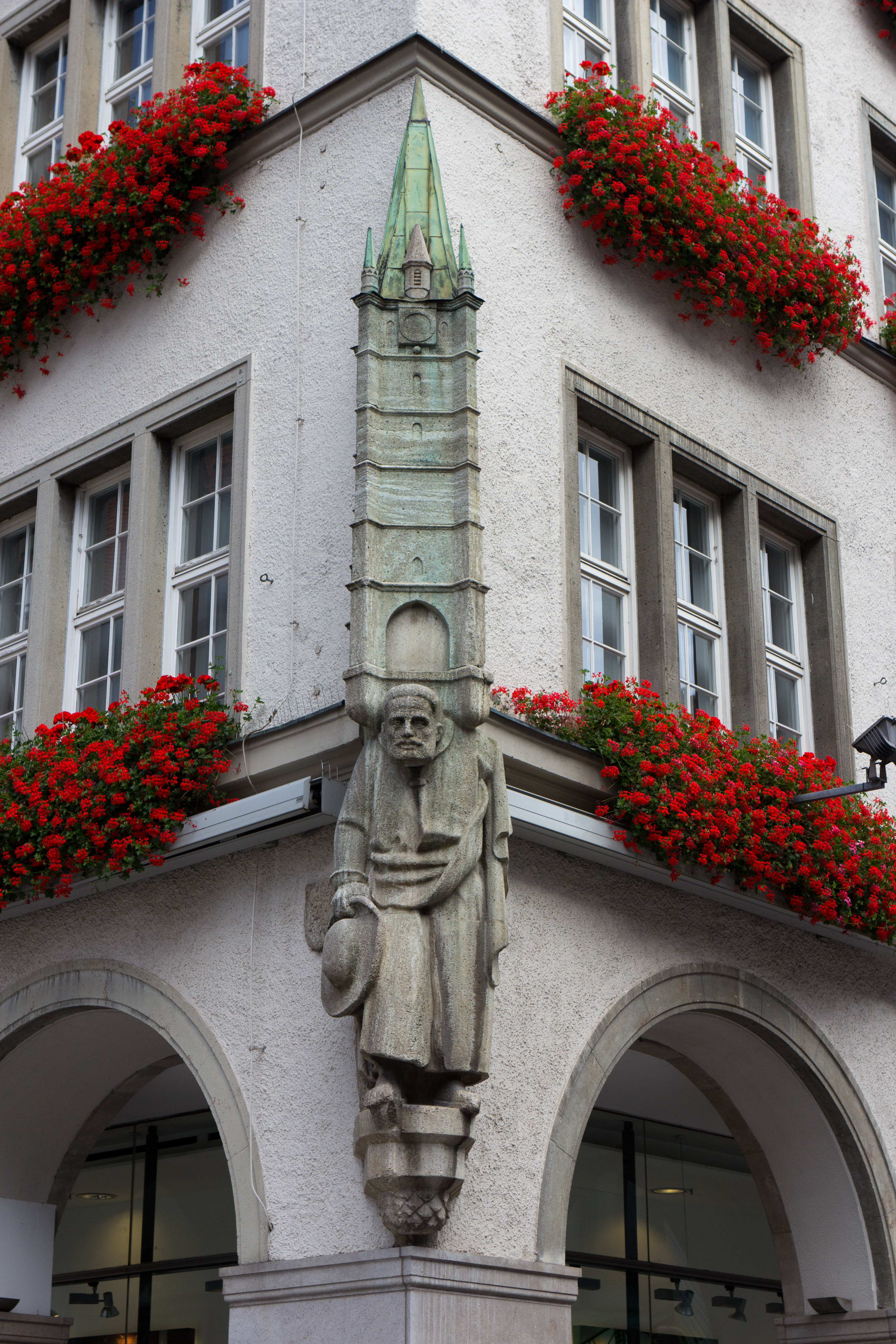
Skulptur, die das Kaufingertor auf den Schultern eines Goldschmieds darstellt
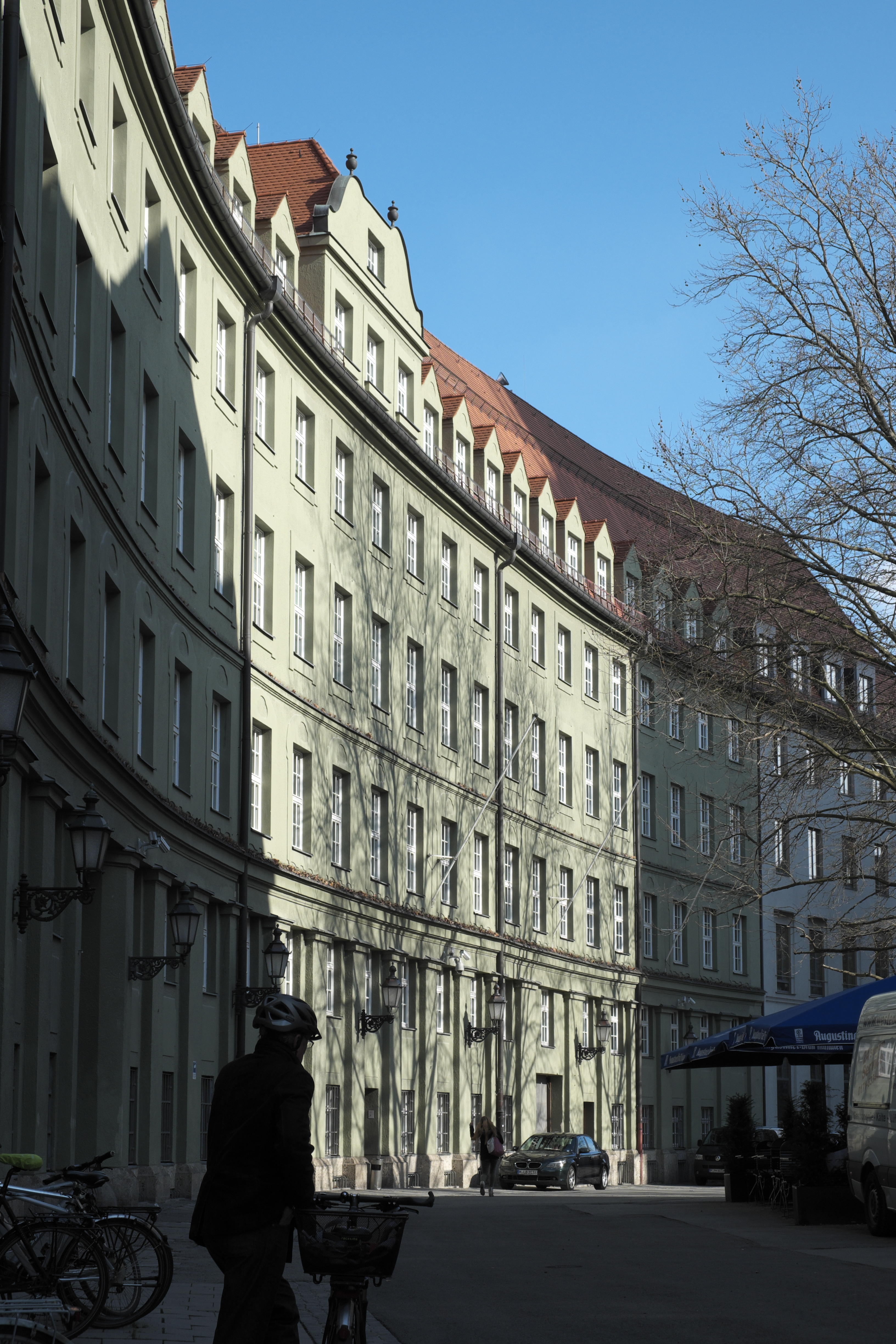
Östliche Teilansicht des Polizeipräsidiums München, von der KaufingerStraße aus gesehen
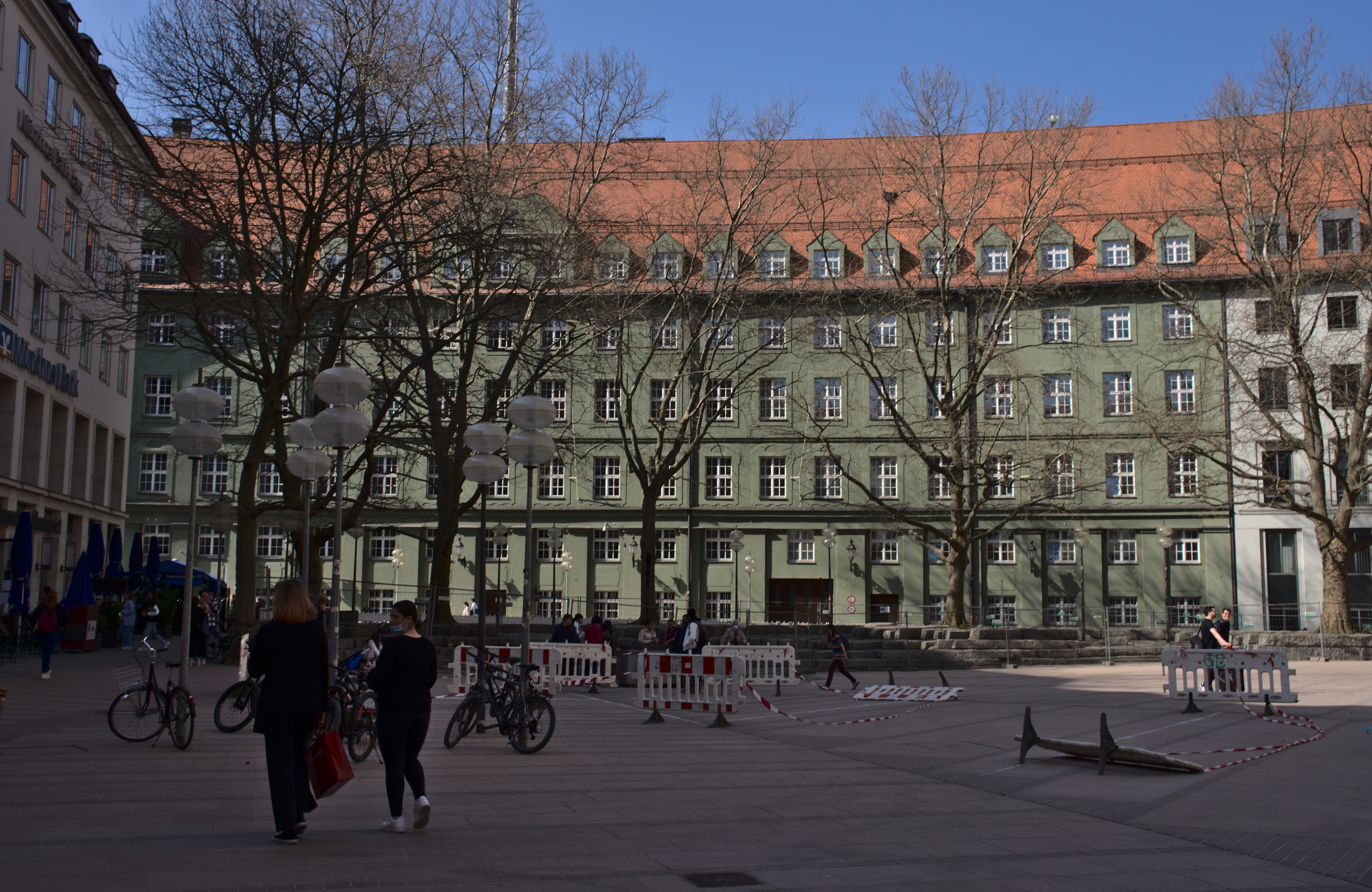
Frauenplatz Westseite mit Blick auf die Rückseite des Polizeipräsidiums an der Augustinerstraße
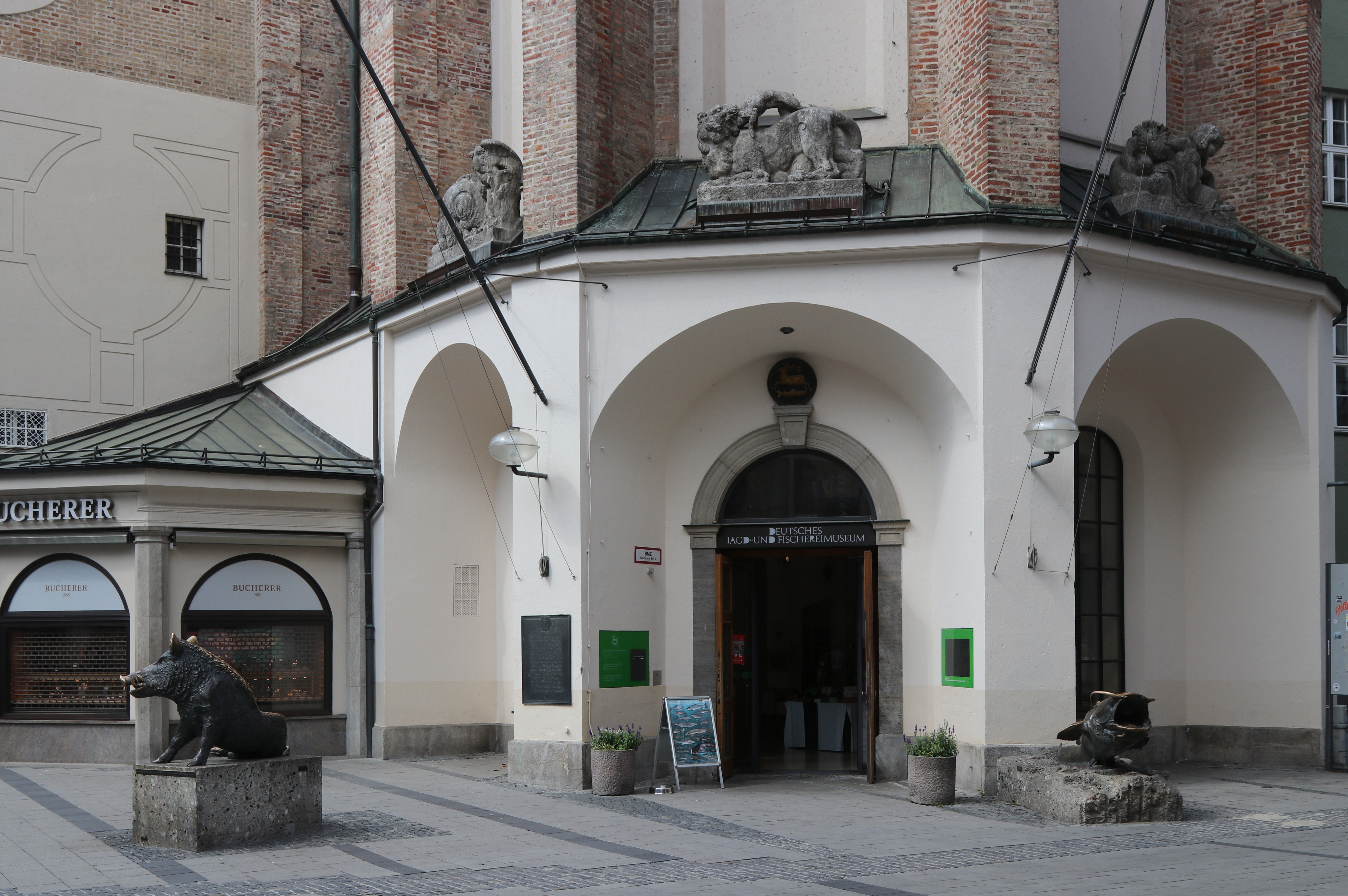
Eingang des Deutschen Jagd- und Fischereimuseums
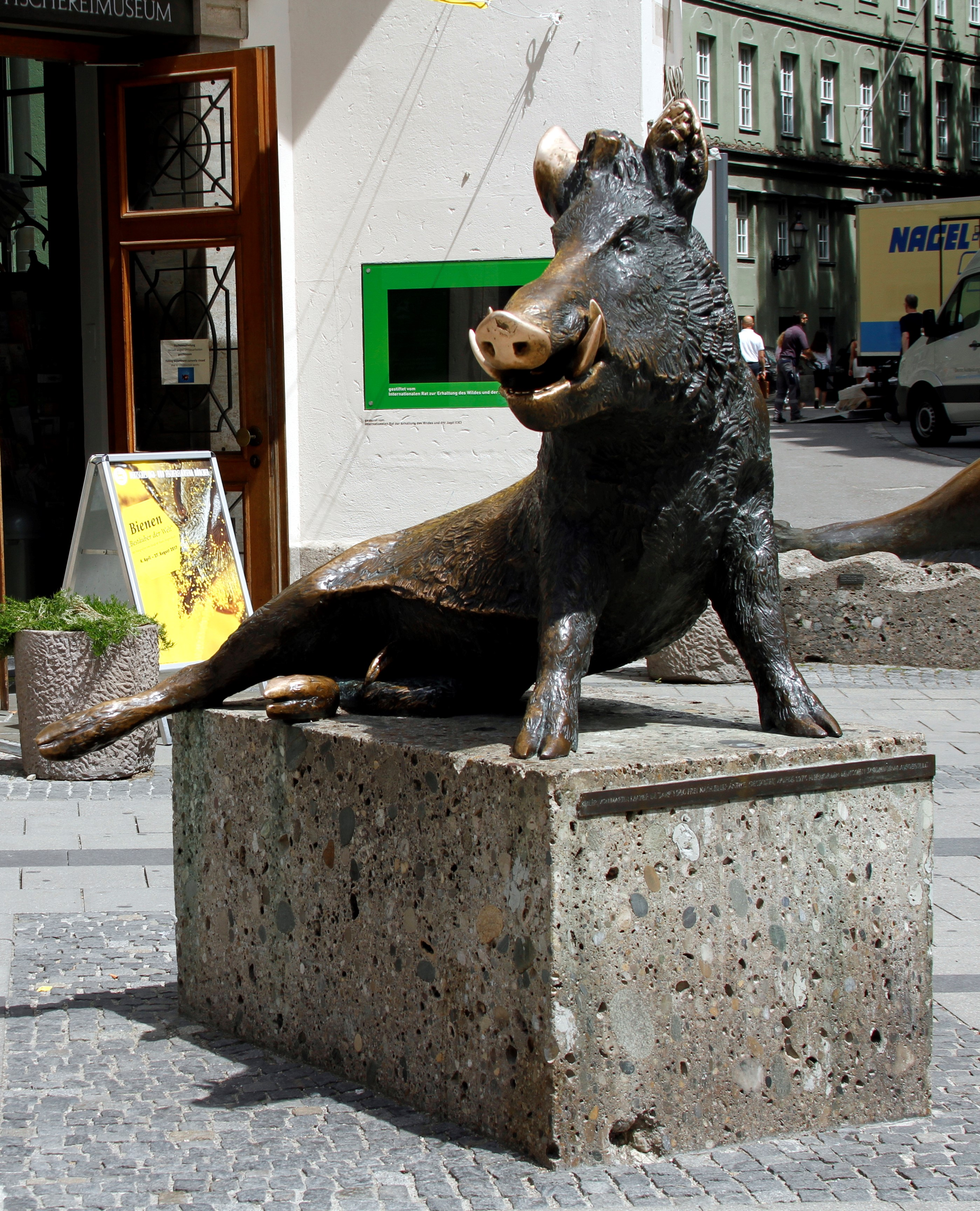
Bronzeskulptur „Sitzender Keiler“
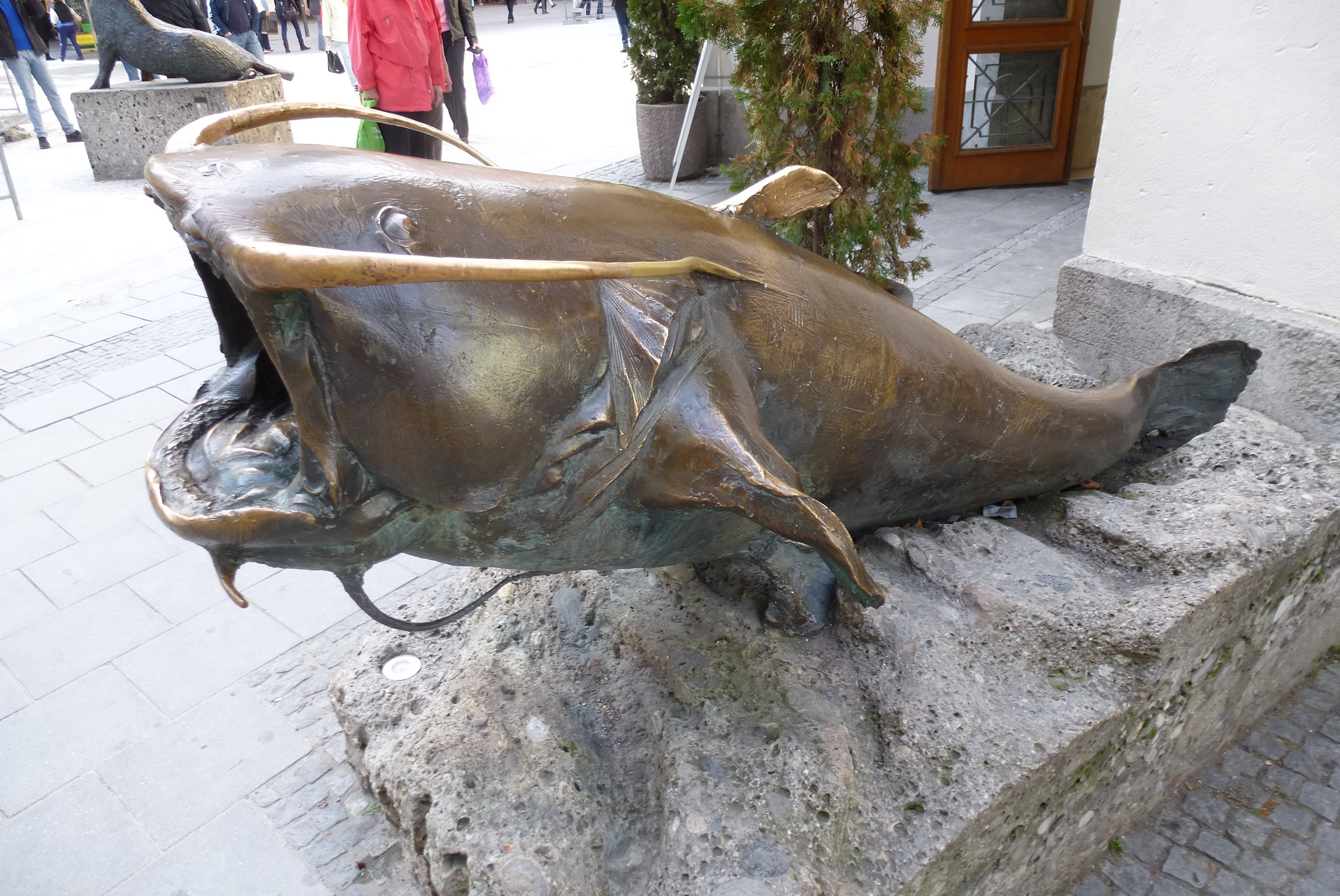
Wels-Bronzeskulptur
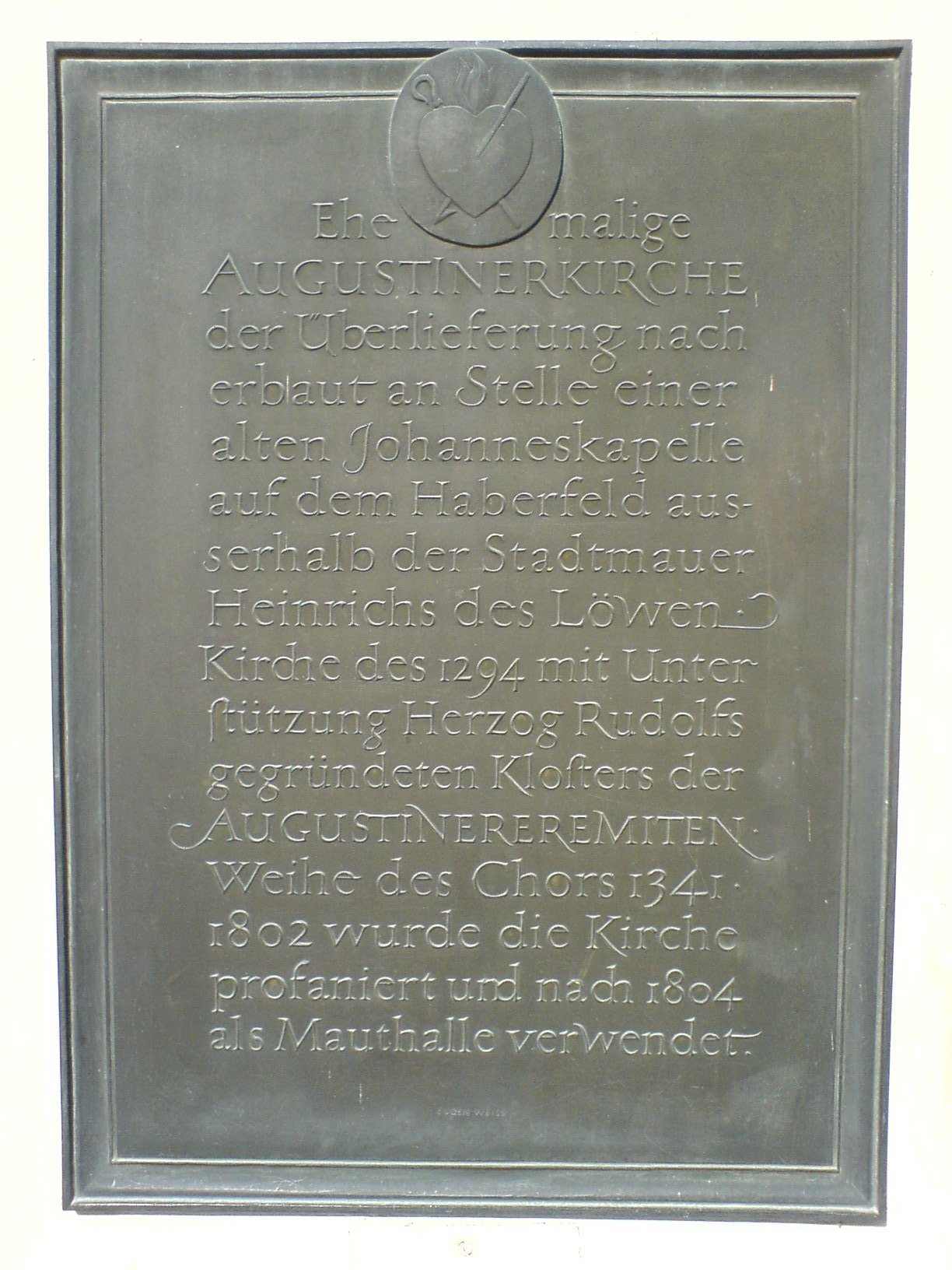
Gedenktafel an die Augustinerkirche am Eingang des Deutschen Jagd- und Fischereimuseum
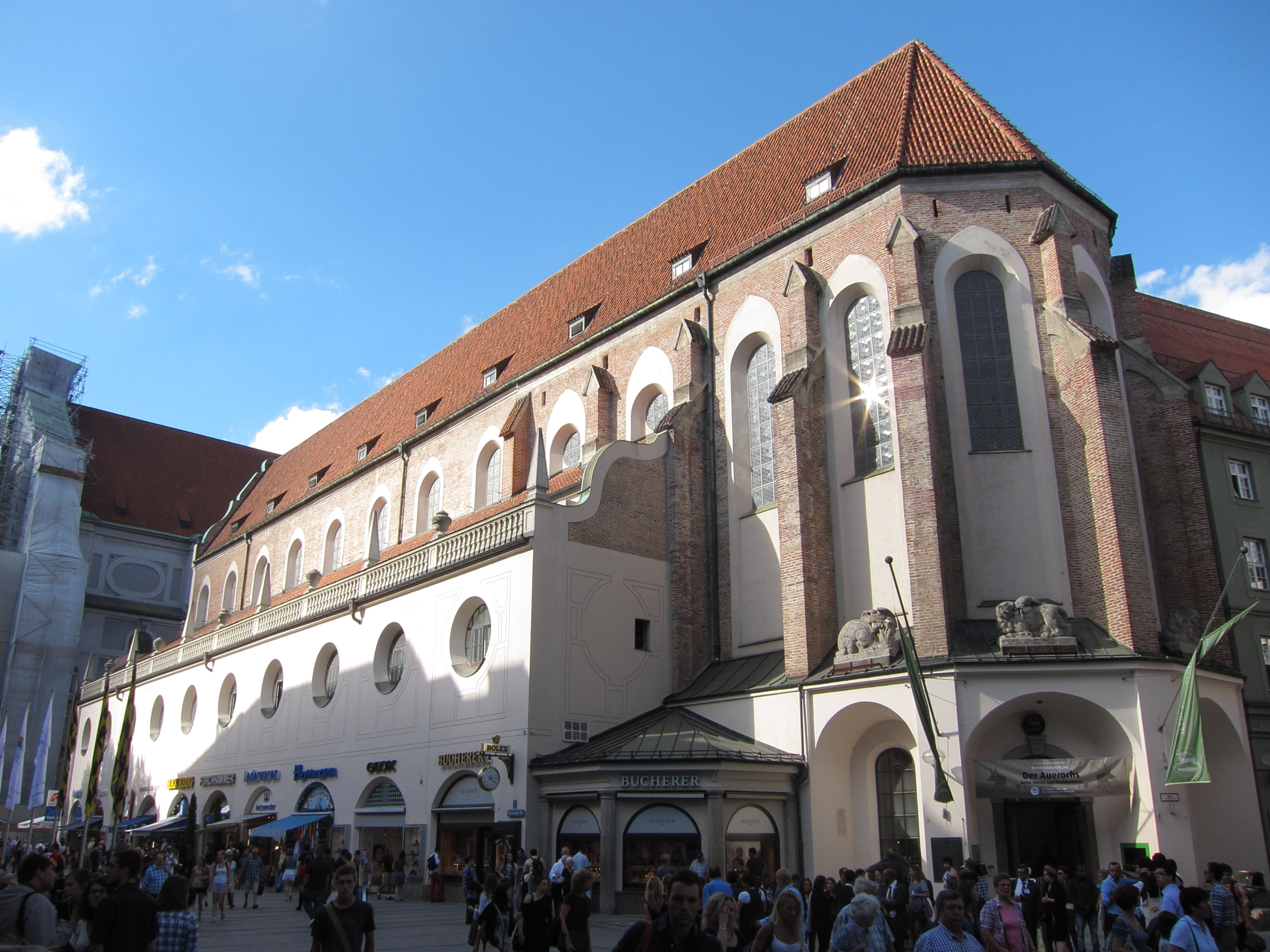
Gebäude des Deutschen Jagd- und Fischereimuseums, ehemaliges Augustinerkloster
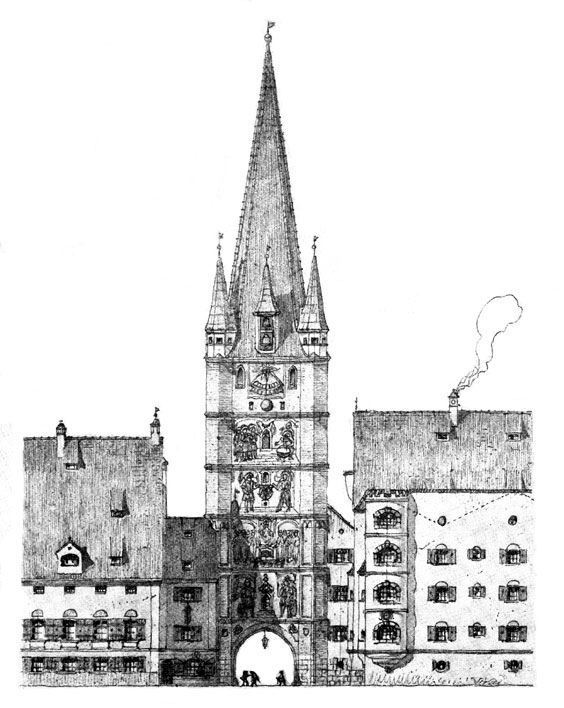
Das Kaufingertor nach dem Sandtnerschen Stadtmodell